# Christiaan Barnard
Christiaan Neethling Barnard, född 8 november 1922 i Beaufort West, död 2 september 2001 i Pafos på Cypern, var en sydafrikansk hjärtkirurg. 

## De första hjärttransplantationerna
Barnard utförde världens första hjärttransplantation på en människa på Groote Schuur-sjukhuset i Kapstaden i Sydafrika under de tidiga morgontimmarna 3 december 1967. Patienten Louis Washkansky och var en 54-årig specerihandlare som led av diabetes och obotlig hjärtsjukdom. Donatorn var Denise Darvall, en vit 25-årig banktjänsteman som avlidit efter en trafikolycka. Hennes far gick med på att hennes organ fick doneras. Washkansky avled 18 dagar senare till följd av infektion och avstötning. Darvalls njurar donerades till en tioårig mörkhyad pojke och det var kontroversiellt i dåtidens Sydafrika med dess apartheidregim, vilken Barnard kritiserade hårt. Barnards bror invaldes för övrigt i parlamentet för det apartheidkritiska Progressive Federal Party.
Den andra transplantationen var den 58-årige tandläkaren Philip Blaiberg, som fick ett nytt hjärta den 2 januari 1968; han levde i då häpnadsväckande 19 månader. Den av Barnards patienter som klarade sig längst levde i 24 år efter transplantationen. Barnard slutade som kirurg 1983 på grund av svår ledgångsreumatism i händerna. Barnard menade att han inte tilldelades Nobelpriset i fysiologi eller medicin eftersom han var boer och vit sydafrikan.

## Privatliv
Barnard, som var prästson, gifte sig första gången 1948–1969 med sjuksköterskan Aletta Gertruida Louw, som han träffade medan han praktiserade medicin i Ceres. Paret fick två barn. 1970–1982 var han gift med arvtagerskan Barbara Zoellner. De fick två barn. Barnard var gift tredje gången 1988–2000 med modellen Karin Setzkorn. De fick också två barn.
Under en vistelse i Rom fick han audiens hos påven Paul VI.

## Pensionering
Barnard gick i pension som chef för avdelningen för kardiothoraxkirurgi i Kapstaden 1983 efter att ha utvecklat reumatoid artrit i sina händer som avslutade hans kirurgiska karriär. Han hade diagnostiserats med artrit 1956. Efter pensioneringen tillbringade han två år som Scientist-In-Residence vid Oklahoma Transplantation Institute i USA och som tillförordnad konsult för olika institutioner.
Han hade vid det här laget blivit mycket intresserad av anti-aging forskning, och hans rykte blev lidande 1986 när han marknadsförde Glycel, en dyr hudkräm, som skulle förhindra åldrande men vars godkännande drogs tillbaka av United States Food and Drug Administration strax därefter. Han tillbringade också tid som forskningsrådgivare till Clinique la Prairie, i Schweiz, där den kontroversiella föryngringsterapin utövades.
Barnard delade resten av sina år mellan Österrike, där han etablerade Christiaan Barnard Foundation med syfte att hjälpa underprivilegierade barn över hela världen, och sin viltfarm i Beaufort West i Sydafrika. Under sina senare år hade han basalcellscancer (hudcancer) i ansiktet, för vilket han behandlades i Parow, Sydafrika.

## Död

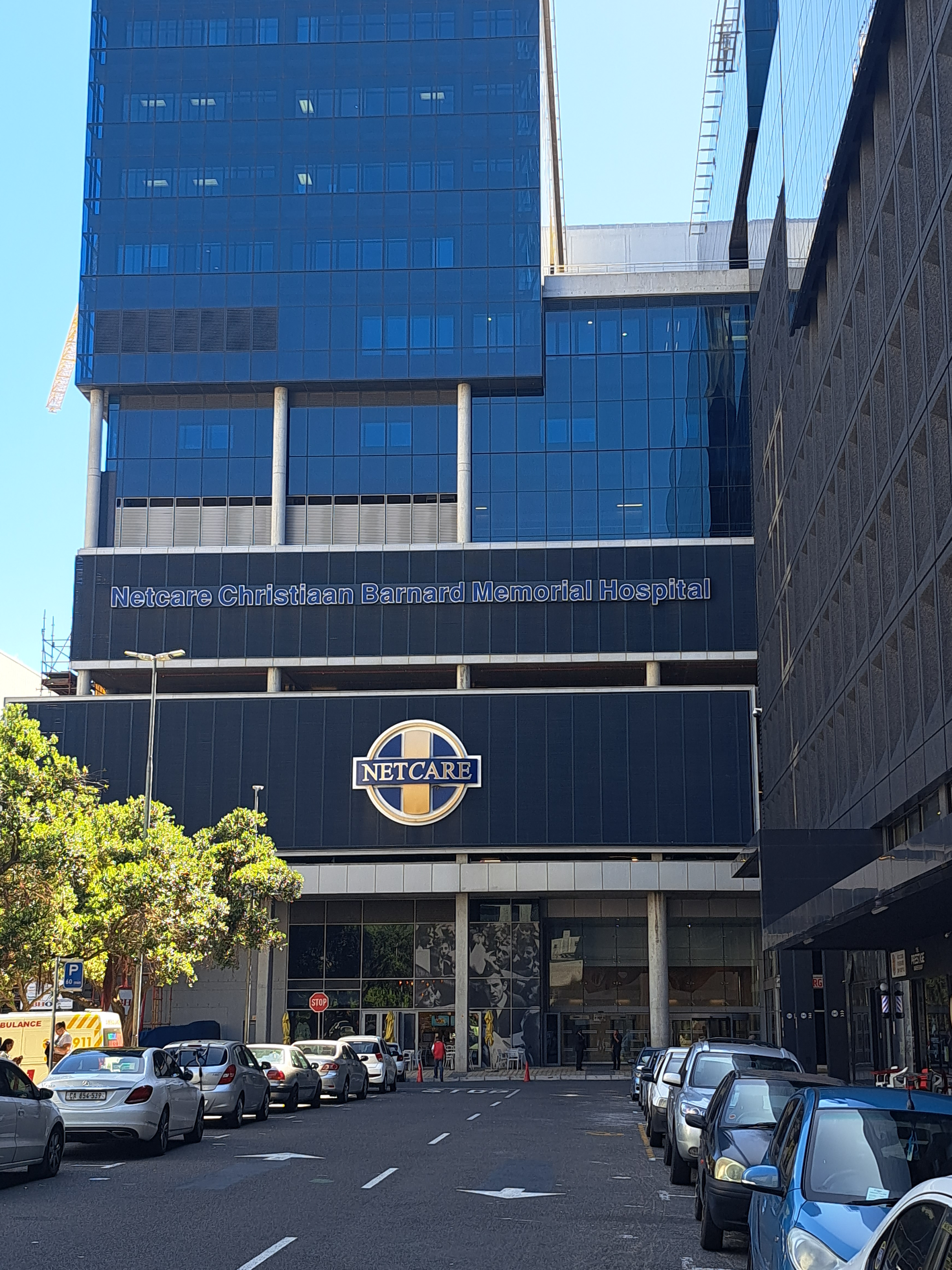
Netcare Christiaan Barnard Memorial Hospital, Kapstaden

Christiaan Barnard avled 2001 när han var på semester i Paphos på Cypern. Enligt en obduktion dog han av ett svårt astmaanfall.

## Böcker
Barnard skrev, förutom vetenskapliga artiklar, några böcker, varav två självbiografier. Hans första bok, självbiografin Ett liv – en hjärtläkare berättar (1969), (ISBN 0245599525) såldes över hela världen. En del av intäkterna användes för att inrätta Chris Barnard Fund för forskning om hjärtsjukdomar och hjärttransplantationer i Kapstaden. 1975 gav han ut sin andra bok, Kirurgen – en roman. 1986 publicerades Att leva med kronisk ledgångsreumatism. 1993, åtta år före sin död, utgav han sin andra självbiografi, The Second Life, (ISBN 0947461388).

### Ytterligare utgivna böcker
- The Donor
- Your Healthy Heart
- In the Night Season
- The Best Medicine
- Arthritis Handbook: How to Live With Arthritis
- Good Life Good Death: A Doctor's Case for Euthanasia and Suicide
- South Africa: Sharp Dissection
- 50 Ways to a Healthy Heart
- Body Machine